# SOUD
SOUD, Połączony System Przetwarzania Danych o Przeciwniku (ros. Система Объединенного Учета Данных о Πротивнике – СОУД), znany także pod nazwą PSED (Połączony System Ewidencji Danych o Przeciwniku) – zintegrowany system gromadzenia, przetwarzania i wymiany danych wywiadowczych służb specjalnych państw bloku komunistycznego utworzony w 1977. Polska Rzeczpospolita Ludowa podpisała umowę o przystąpieniu do SOUD w dn. 22 września 1977 r.

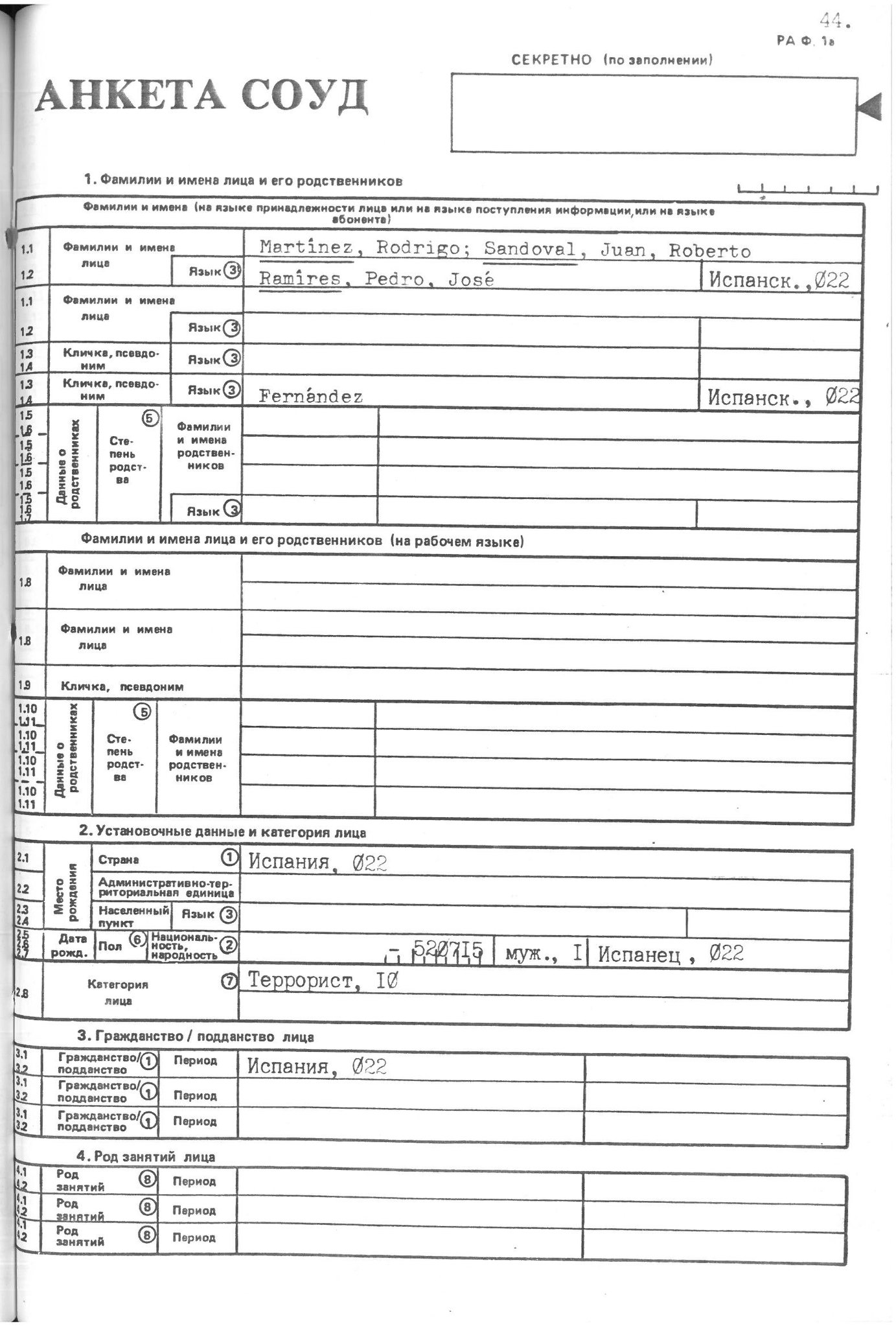
Ankieta zgłoszenia osób rejestrowanych w SOUD

Jego członkami były: ZSRR, Ludowa Republika Bułgarii, Czechosłowacka Republika Socjalistyczna, Republika Kuby, Mongolska Republika Ludowa, Niemiecka Republika Demokratyczna, Polska Rzeczpospolita Ludowa, Węgierska Republika Ludowa i Demokratyczna Republika Wietnamu.
Siedzibą SOUD była Moskwa, gdzie znajdował się główny komputer systemu. W założeniu państwa uczestniczące w projekcie miały mieć zapewniony dostęp do gromadzonych danych w ciągu 4 godzin. Inne centrum SOUD znajdowało się w NRD, a główna stacja nasłuchu radioelektronicznego zainstalowana była w bazie Lourdes niedaleko Hawany na Kubie. Sygnatariusze porozumienia dotyczącego SOUD zobligowani byli do przekazywania danych do centrali w Moskwie z częstotliwością raz na dwa tygodnie. Dotyczyły one w szczególności danych personalnych i innych charakterystyk osób pozostających z różnych powodów w kręgu zainteresowania służb specjalnych państw komunistycznych, przede wszystkim krajowych opozycjonistów, ale także cudzoziemców.

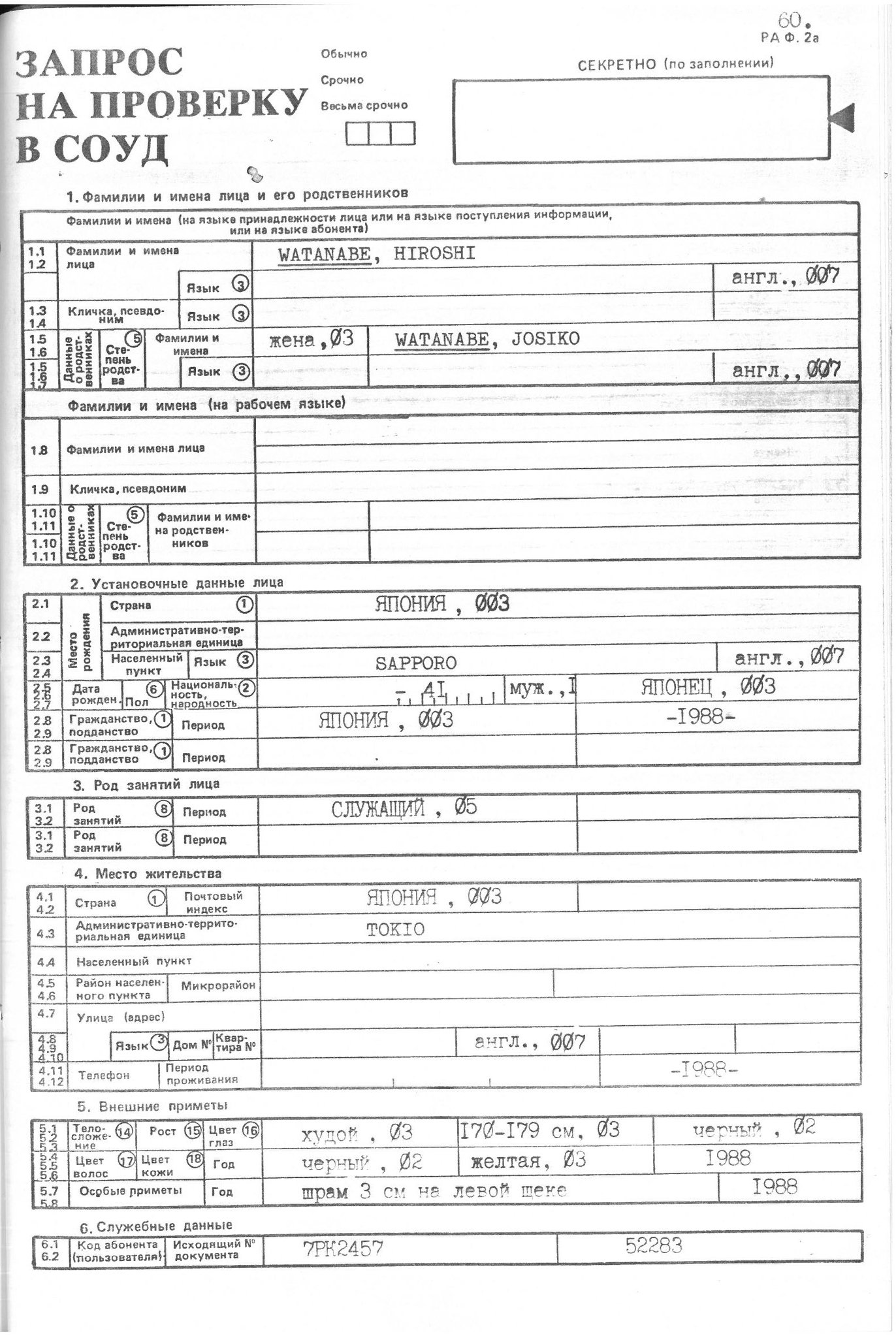
Formularz zapytania do systemu SOUD

W PRL za wymianę danych w ramach systemu SOUD odpowiedzialny był utworzony w czerwcu 1977 Wydział V Biura „C” Służby Bezpieczeństwa. W ZSRR system podlegał 16. Wydziałowi KGB i 6. Wydziałowi GRU.
Pełną interoperacyjność system osiągnął w 1979. Jedną z pierwszych jego akcji była osłona kontrwywiadowcza Letnich Igrzysk Olimpijskich w Moskwie w 1980. Placówka wschodnioniemiecka zaprzestała działalności w chwili zjednoczenia Niemiec w 1990. Od tej chwili aż do 1996 SOUD pozostał strukturą wywiadu Federacji Rosyjskiej, kiedy to jego kompetencje podzielono pomiędzy SWR i FAPSI.

## PSED w PRL
W PRL PSED został powołany zarządzeniem ministra spraw wewnętrznych nr 0011/78 z dn. 21.03.1978

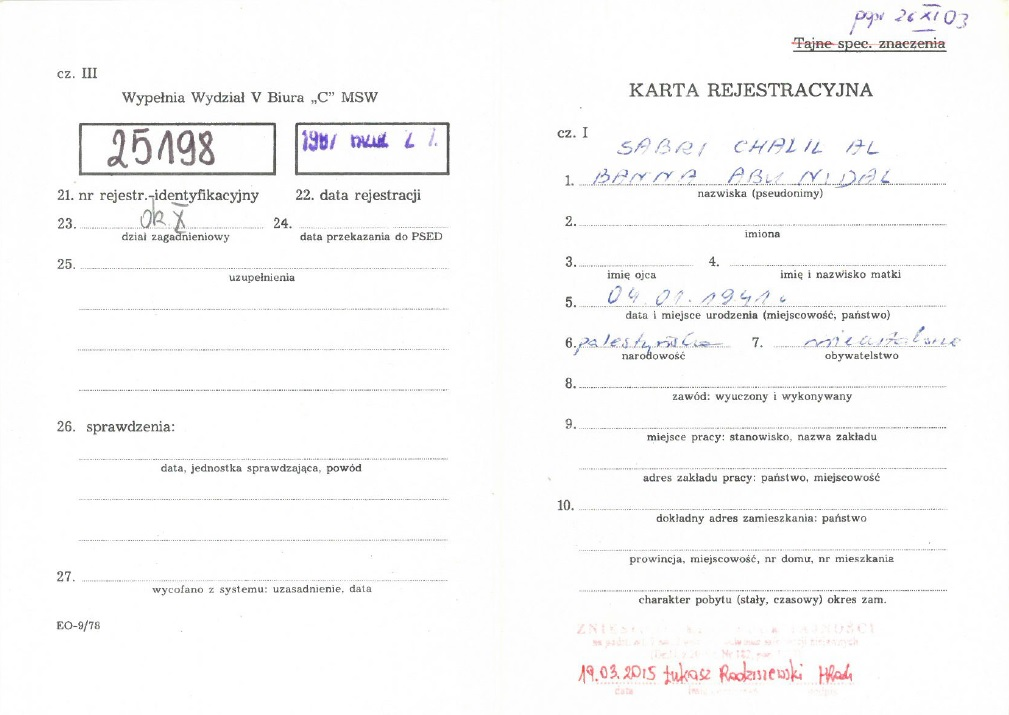
Karta EO-9/76 dot. Abu Nidala rejestrowanego przez Wydział V Biura „C” w SOUD pod numerem 25198

Do rejestracji w kartotekach zgłaszano następujące kategorie:

I – ośrodki wywiadu, skład osobowy, agenci służb specjalnych itd.;

II – ośrodki dywersji ideologicznej, skład osobowy, kierownictwo i pracownicy tych ośrodków prowadzący wrogą działalność przeciwko krajom socjalistycznym;

III – organizacje terrorystyczne, członkowie tych organizacji, terroryści działający indywidualnie, porywacze;

IV – organizacje syjonistyczne i inne oraz członkowie tych organizacji;

V – osoby wykonujące zadania służb specjalnych, ośrodków dywersji ideologicznej, organizacji syjonistycznych, klerykalnych, emigracyjnych;

VI – osoby stanowiące bazę działalności przeciwnika, tzw. oferenci;

VII – obcokrajowcy i „bezpaństwowcy” w trakcie współpracy z którymi nastąpiły wpadki;

VIII – osoby proponujące fałszywe informacje;

IX – osoby dokonujące akcji prowokacyjnych na terytorium krajów socjalistycznych;

X – osoby wydalone z PRL lub te, którym ze względu na bezpieczeństwo państwa zakazany jest wjazd do PRL;

XI – osoby, które popełniły szczególnie niebezpieczne przestępstwa przeciwko państwu, ukrywają się za granicą i są poszukiwane.

Rejestracji dokonywano w kartotece i dziennikach prowadzonych w Wydziale V Biura „C”. Rejestracje były dokonywane głównie przez jednostki MSW, tj. Departament I, II i III.

Z założenia nie rejestrowano w PSED obywateli polskich, jednak odstępowano od tej zasady uzasadniając to wymogami pracy operacyjnej. Informacje dot. zgłoszonych osób był przechowywane w PSED do momentu ukończenia przez mężczyzn 80., a przez kobiety 75. roku życia.

Dane do Moskwy przekazywano co dwa tygodnie za pomocą rosyjskojęzycznych formularzy, biegła znajomość języka rosyjskiego była podstawą zatrudnienia w Wydziale V Biura „C”.

Na podstawie pisma Dyrektora Biura „C” Kazimierza Piotrowskiego ze stycznia 1990 r. zniszczono większość dokumentacji związanej z PSED-em. Do dziś zachowała się kartoteka Wydziału V Biura „C” oraz dzienniki rejestracyjne PSED, które znajdują się w Instytucie Pamięci Narodowej w Warszawie.